# Dirty Honey
Dirty Honey ist eine US-amerikanische Hard-Rock-Band aus Los Angeles.

## Geschichte

### Gründung und Debütalbum (2017 bis 2021)
Die Band wurde im Jahre 2017 gegründet. Der aus Schenectady in Upstate New York stammende Sänger Marc LaBelle zog zunächst nach New York City und später nach Los Angeles. In Santa Monica lernte er den Gitarristen John Notto kennen, der mit einer Coverband jammte, in der Marc LaBelle damals gesungen hat. Notto holte danach den Bassisten Justin Smolian in die Band. Dieser wiederum machte seine beiden Bandkollegen mit dem Schlagzeuger Corey Coverstone bekannt. Im Jahre 2018 veröffentlichte die Band ihre erste Single Fire Away, der am 22. März 2019 die selbst veröffentlichte EP Dirty Honey folgte. Die EP wurde von Nick DiDia produziert, der bereits mit Künstlern wie Bruce Springsteen oder Pearl Jam zusammengearbeitet hat. Die Band spielte im Vorprogramm von Red Sun Rising, The Who und Slash und eröffnete im Herbst 2019 die Co-Headlinertournee von Alter Bridge und Skillet. Im Oktober 2019 erklomm die Single When I´m Gone Platz eins der Billboard-Mainstream-Rock-Songs-Charts und war damit das meistgespielte Lied im amerikanischen Rock-Radio. Dirty Honey schafften es als erste Band ohne Plattenvertrag auf die Spitzenposition.
Es folgten zwei Auftritte in Las Vegas im Vorprogramm von Guns n’ Roses sowie Auftritte bei den Festivals Heavy Montréal und Louder Than Life. Im Dezember 2019 veröffentlichte die Band exklusiv über Amazon eine Coverversion des Aerosmith-Liedes Last Child, für das Dirty Honey vom Aerosmith-Bassisten Tom Hamilton gelobt wurde. Bei den iHeartRadio Music Awards 2020 wurden Dirty Honey in der Kategorie Best New Rock/Alternative Rock Artist nominiert, der Preis ging jedoch an Shaed. Im April 2020 wollte die Band in Japan und Australien spielen und mit dem Produzenten Nick DiDia neue Musik aufnehmen. Diese Pläne mussten jedoch wegen der COVID-19-Pandemie verschoben werden. Das selbst betitelte Debütalbum erschien am 23. April 2021. Im Juni 2021 tourten Dirty Honey mit Joyous Wolf als Vorgruppe durch Nordamerika, bevor Dirty Honey im Sommer 2021 für die Black Crowes eröffneten. Darüber hinaus nahmen Dirty Honey eine Coverversion des Liedes Let’s Go Crazy von Prince auf. Auf einem zugefrorenen See in Minnesota wurde ein Musikvideo aufgenommen, welches der TV-Sender TNT für seine Übertragung des NHL Winter Classic am 1. Januar 2022 zwischen Minnesota Wild und den St. Louis Blues verwendete.

### Can’t Find the Brakes(seit 2022)
Von Februar bis April 2022 touren Dirty Honey gemeinsam mit der Band Mammoth WVH, dem Soloprojekt von Wolfgang Van Halen, auf der Young Guns Tour getauften Co-Headlinertournee durch Nordamerika. Am 20. Mai 2022 wurden die EP und das Debütalbum zusammengefasst in Europa als Dirty Honey EP/LP neu veröffentlicht. Im Sommer 2022 starteten sie ihre erste Europatournee, während der sie unter anderem als Vorgruppe von Guns N’ Roses, Kiss und den Rival Sons auftraten. Im Herbst 2022 ging die Band auf ihre California Dreamin’ Tour, bei sie von Dorothy und Mac Saturn begleitet wurden. Anfang 2023 wurde die Tournee in Europa mit der Vorgruppe The Wild Things fortgeführt. Der ausgestiegene Schlagzeuger Corey Coverstone wurde durch Jaydon Bean ersetzt. Im April 2023 flog die Band nach Australien, um mit Nick DiDia ihr zweites Studioalbum Can’t Find the Brakes aufzunehmen. Die erste Single Won’t Take Me Alive wurde vom TV-Sender TNT als Titelmusik für ihren Rückblick auf die Stanley-Cup-Playoffs 2023 verwendet. Im Sommer 2023 spielten Dirty Honey auf dem Festival Nova Rock, bevor die Band im Herbst des Jahres eine Nordamerikatournee mit Austin Meade spielten.
Das zweite Studioalbum Can’t Find the Brakes erschien am 3. November 2023. Im Frühjahr 2024 tourte die Band durch Europa und Australien und im Herbst des Jahres durch Nordamerika. Die Konzerte wurden jeweils aufgezeichnet und am 21. Februar 2025 unter dem Titeil Mayhem and Revelry Live als Livealbum veröffentlicht. Am 15. April 2025 traten Dirty Honey mit dem Lied When I’m Gone in der Late-Night-Show Jimmy Kimmel Live! auf. Das Lied ist auf dem Soundtrack des Films Ein Minecraft Film zu hören.

## Stil
Laut dem Gitarristen John Notto ist die Band stark von der Rockmusik der 1970er Jahre beeinflusst. Seine Band wäre ein imaginäres Baby von Bands wie AC/DC, Aerosmith, Guns n’ Roses, Led Zeppelin und den Black Crowes. Weitere Einflüsse wären The Black Keys, The Rolling Stones, Soundgarden, Audioslave und die Stone Temple Pilots. Timothy Monger vom Onlinemagazin Allmusic beschrieb Dirty Honey als eine von Aerosmith, Led Zeppelin und den Black Crowes beeinflusste Hard-Rock-Combo. Lauryn Schaffner vom Onlinemagazin Loudwire verglich Marc LaBelles Gesang mit Steven Tyler und Axl Rose. LaBelle zählt darüber hinaus noch Robert Plant, Mick Jagger, Chris Robinson, Chris Cornell, B.B. King, Otis Redding und Sam Cooke als Inspirationen.

## Diskografie
| Jahr | Titel Musiklabel                     | Anmerkungen                                      |
| ---- | ------------------------------------ | ------------------------------------------------ |
| 2021 | Dirty Honey Dirt Records             | Erstveröffentlichung: 23. April 2021             |
| 2023 | Can’t Find the Brakes Dirt Records   | Erstveröffentlichung: 3. November 2023           |
| 2025 | Mayhem and Revelry Live Dirt Records | Erstveröffentlichung: 21. Februar 2025 Livealbum |

| Jahr | Titel Musiklabel         | Anmerkungen                         |
| ---- | ------------------------ | ----------------------------------- |
| 2019 | Dirty Honey Selbstverlag | Erstveröffentlichung: 22. März 2019 |

| Jahr | Titel Album                               | Anmerkungen                                                            |
| ---- | ----------------------------------------- | ---------------------------------------------------------------------- |
| 2018 | Fire Away –                               | Erstveröffentlichung: 8. August 2018                                   |
| 2019 | Rolling 7s Dirty Honey (EP)               | Erstveröffentlichung: 22. März 2019                                    |
| 2019 | When I’m Gone Dirty Honey (EP)            | Erstveröffentlichung: 22. März 2019                                    |
| 2021 | California Dreamin’ Dirty Honey           | Erstveröffentlichung: 5. März 2021                                     |
| 2021 | Let’s Go Crazy –                          | Erstveröffentlichung: 30. Dezember 2021 Coverversion; Original: Prince |
| 2023 | Heartbreaker 2.0 –                        | Erstveröffentlichung: 6. Januar 2023                                   |
| 2023 | Won’t Take Me Alive Can’t Find the Brakes | Erstveröffentlichung: 8. Juli 2023                                     |
| 2023 | Can’t Find the Brakes                     | Erstveröffentlichung: 18. August 2023                                  |

| Jahr | Titel                             | Regie                            |
| ---- | --------------------------------- | -------------------------------- |
| 2019 | When I’m Gone                     | Magnus Jonsson, Martin Landgreve |
| 2019 | Rolling 7s                        | Scott Fleishman                  |
| 2021 | California Dreamin’               | Scott Fleishman                  |
| 2021 | The Wire                          | Scott Fleishman                  |
| 2022 | Another Last Time                 | Scott Fleishman                  |
| 2023 | Won’t Take Me Alive               | George Gallardo Kattah           |
| 2024 | Coming Home (Ballad of the Shire) | Mark Christy                     |

## Auszeichnungen
iHeartRadio Music Awards
| Jahr | Kategorie                             | für         | Resultat  |
| ---- | ------------------------------------- | ----------- | --------- |
| 2020 | Best New Rock/Alternative Rock Artist | Dirty Honey | Nominiert |